# Berka (Adelsgeschlecht)
Berka ist der Name eines Adelsgeschlechts aus Thüringen, das aus Bad Berka stammte und von 1172 bis 1270/73 die Grafschaft Berka innehatte. Neben der Grafschaft verfügten die Berkaer über auswärtige Güter in Gräfenhain und Tambuchshof (oder Tambach) bei Ohrdruf, Mittelhausen, Nissa und Tiefthal bei Erfurt sowie Ehringsdorf und Schwarza in der unmittelbaren Umgebung der Grafschaft.

## Geschichte
Das Geschlecht stammte wohl von den Ludowingern (Ludwig dem Bärtigen) ab und stand in enger Verwandtschaft zu den Grafen von Lohra und Linderbach. Daher nahm die Historiografie des 19. Jahrhunderts mitunter einen Zusammenhang mit dem Ort Berka bei Sondershausen an, der jedoch nicht belegbar ist und im Widerspruch zu anderen in den Urkunden der Berkaer auftauchenden Orten wie Hetschburg und Troistedt steht, die sich eindeutig Bad Berka an der Ilm zuordnen lassen.
Neben den vier aufeinander folgenden regierenden Grafen Dietrich/Theoderich von Berka nannten sich auch die nachfolgenden wechselnden Besitzer der Herrschaft Berka mitunter „von Berka“, ohne dass Verwandtschaftslinien im Mannesstamme bestanden, die für ein gleichnamiges, kontinuierliches Adelsgeschlecht Voraussetzung wären. Ältere, aus der Zeit vor 1154 stammende Erwähnungen von Adligen „von Berka“ lassen sich nicht sicher diesem Adelsgeschlecht zuordnen, da die Überlieferung relativ lückenhaft ist und in einem engen Gebiet mehrere Orte dieses Namens bestehen (neben Berka an der Ilm auch Berka an der Werra, Berka vor dem Hainich und Berka an der Wipper sowie Berga am Kyffhäuser und das etwas später gegründete Berga an der Elster).
Die Grafen von Berka starben zwischen 1270 und 1273 mit Graf Dietrich (IV.) in männlicher Linie aus.

## Stammliste
Constantin Elle gibt 1868 die folgende Stammliste der Grafen von Berka an. Die Abstammung über die Grafen von Linderbach entstammt unsicheren Angaben der Reinhardsbrunner Annalen.
 Abstammung 
- Ludwig der Bärtige ⚭ Cäcilie von Sangerhausen
  - Uta ⚭ Dietrich von Linderbach
    - Beringer von Lohra/Linderbach[2] ⚭ Geva von Seeburg[3]

1. Ludwig I. von Lohra
2. Dietrich I. von Lohra

Grafen von Berka
1. Dietrich I. ⚭ Geva von Seeburg[3]
  1. Dietrich II. ⚭ Tochter Erwins II. von Gleichen (Tonna)
    1. Dietrich III. ⚭ Heilwig von Lobdeburg (Burgau)
      1. Dietrich IV.
      2. Dietrich
      3. Heilwig ⚭ Hermann von Mansfeld-Osterfeld (Burggraf der Neuenburg)